# Tumenzi Shuiku
Tumenzi Shuiku är en reservoar i Kina. Den ligger i provinsen Liaoning, i den nordöstra delen av landet, omkring 190 kilometer söder om provinshuvudstaden Shenyang. Tumenzi Shuiku ligger 51 meter över havet. Arean är 7,3 kvadratkilometer. Omgivningarna runt Tumenzi Shuiku är en mosaik av jordbruksmark och naturlig växtlighet. Den sträcker sig 2,9 kilometer i nord-sydlig riktning, och 5,6 kilometer i öst-västlig riktning.
Genomsnittlig årsnederbörd är 1 408 millimeter. Den regnigaste månaden är juli, med i genomsnitt 513 mm nederbörd, och den torraste är januari, med 11 mm nederbörd.